# Cacosternum leleupi
Cacosternum leleupi е вид жаба от семейство Pyxicephalidae.

## Разпространение
Видът е разпространен в Демократична република Конго.